# Tanguito
Tanguito (né José Alberto Iglesias, le 16 septembre 1945 à San Martín, province de Buenos Aires, et mort le 19 mai 1972 à Buenos Aires), est un chanteur, musicien et danseur de rock argentin, considéré comme un pionnier mythique du rock en espagnol.

## Biographie

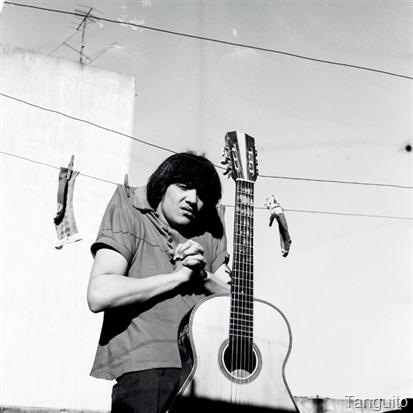
Tanguito.

Tanguito est né dans une famille modeste de la banlieue de Buenos Aires, son père étant vendeur ambulant et sa mère femme de ménage. Dès l'âge de 17 ans, il se présentait dans les clubs des quartiers banlieusards de Mataderos et de Flores pour chanter et danser le rock'n'roll, à une époque où le tango était plus en vogue. En 1963, il devint le chanteur de Los Dukes, qui sortirent un disque l'année suivante. Si celui-ci fut un échec, les Dukes n'arrêtaient pas de tourner, allant jusqu'à quatre concerts par jour.
À l'automne 1963, un ami de Tanguito lui fit entrevoir la possibilité de graver un disque solo chez RCA. Celui-ci ne vit finalement pas le jour, mais Tanguito abandonna alors son groupe pour ce projet. Puis, en 1965, Tanguito commença à aller à La Cueva (es), un café-concert mythique où se jouait du jazz et où la scène rock argentine débuta. C'est là qu'il rencontra Miguel Grinberg (es), qui organisa une série de concerts en décembre 1966, où Tanguito chantait en broken english Tutti Frutti de Little Richard ou des titres d'Elvis Presley. Une cassette avec des enregistrements de cette époque a été retrouvée en 2009, donnant lieu à Yo Soy Ramsés .
C'est alors qu'il composa La balsa avec Litto Nebbia, qui enregistra le titre en juin 1967, avec Los Gatos, en lui ajoutant un air de bossa nova. La balsa vendit 250 000 copies en quelques semaines, devenant rapidement l'un des premiers hits de rock argentin, en pleine dictature militaire, alors dirigée par le général Onganía qui avait pris le pouvoir l'année précédente.
Tanguito devint ainsi subitement riche (gagnant la moitié des droits d'auteurs de La balsa, peut-être 50 000 dollars) s'achetant fringues et guitares (bien qu'il aurait oublié aussitôt celles-ci dans un taxi, tandis qu'il en aurait donné une autre à un ami). La dictature fit fermer La Cueva en 1967, considérée comme repaire immoral de « subversifs ». Le Jour de l'Étudiant , le 21 septembre 1967, un ami de La Cueva, Pipo Lernoud (es), organisa un rassemblement public Plaza San Martín afin de présenter publiquement les hippies et d'éviter la répression policière, prenant avantage de l'autorisation traditionnellement donnée aux déguisements ce jour. La performance de Tanguito lui valut d'être invité à la télé par Nicolás Mancera puis par Antonio Carrizo.

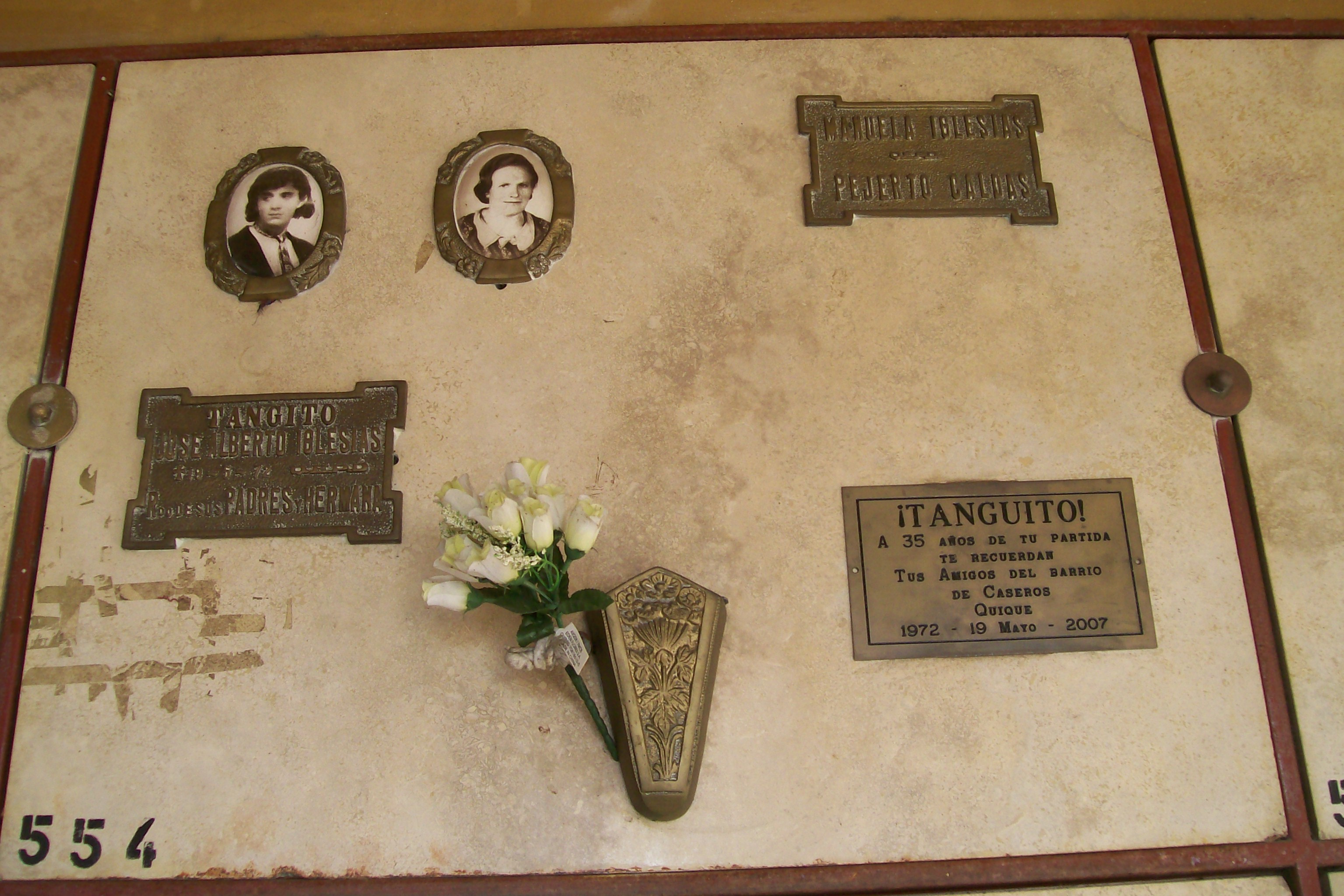
Tombe de Tanguito au cimetière de San Martín.

En janvier 1968, Tanguito fut invité à enregistrer un disque par RCA avec l'orchestre d'Horacio Malvicino, disque qui fut sorti sous le pseudonyme Ramsés VII. Mais, faute de diffusion suffisante, le disque ne fut pas beaucoup vendu, et Tanguito signa un contrat avec Mandioca (es), qui se consacrait uniquement au rock.
Ces succès allèrent de pair avec un alcoolisme croissant de Tanguito, aggravé lorsqu'il commença à s'injecter des amphétamines alors qu'il s'était auparavant contenté de fumer de l'herbe (voir le témoignage de son ami, Luis Alberto Spinetta). Il fut alors de plus en plus souvent arrêté pour ivresse sur la voie publique, étant parfois emprisonné à Villa Devoto. Invité à enregistrer un disque par le studio de Mandioca en 1970, avec Javi Martínez, Claudio Gabis et Alejandro Medina (les musiciens de Manal), l'expérience n'aboutit nulle part, Tanguito respectant rarement les horaires et les plannings. Un disque fut tout de même publié la même année, Pidamos peras a Mandioca.
Fin 1970, Tanguito souffrit d'une grave crise de delirium tremens alors qu'il était sous abstinence forcée au commissariat, dont il sortit très affecté, ne reconnaissant plus ses amis. Arrêté de plus en plus fréquemment par la police, celle-ci finit par l'accuser en février 1971 de trafic de stupéfiants, ce qui le conduisit de nouveau à la prison de Devoto. De plus en plus malade, il fut plusieurs fois interné à l'hôpital psychiatrique Borda, où on lui administra des électrochocs et des chocs par insuline. Ces traitements aggravèrent encore son état, et il fut déclaré officiellement dément en mai 1972, interné dans une unité pénitentiaire de l'hôpital Borda réservé aux criminels psychopathes. Un matin il réussit toutefois à s'en échapper, se rendit à la station de train de Palermo, probablement pour rentrer chez ses parents, mais tomba sur les rails et fut écrasé, mourant à l'âge de 27 ans. On ne connaît guère les circonstances exactes de sa mort (accidentelle, suicide ou homicide).
Un film, Tango feroz: la leyenda de Tanguito, fut réalisé en 1993 par Marcelo Piñeyro.

## Discographie
Avec Los Dukes :
- Simple, 1963
  - Decí por qué no querés (de Palito Ortega y Dino Ramos)
  - Mi Pancha
- Simple, 1964
  - Carnaval, carnaval (de Ball y Roger, versión castellana de Santos Lipesker)
  - Maquillada (de Freddie Cora),

Soliste :
- Simple, 1968
  - La princesa dorada (de Tanguito y Pipo Lernoud)
  - El hombre restante (de Tanguito y Javier Martínez)
- Pidamos peras a Mandioca (LP, recopilación de varios artistas que incluye un solo tema de Tanguito: Natural), 1970
- Tango (LP), 1973
  - Natural
  - Todo el día me pregunto (de Javier Martínez)
  - El despertar de un refugio atómico
  - Diamantes de espuma
  - Amor de primavera (de Tanguito y Hernán Pujó)
  - Jinete
  - Balada de Ramsés 7.º
  - La balsa (de Tanguito y Litto Nebbia)
- Tango (LP, reedición), 1985
- Tango (CD), 1993
- Yo Soy Ramsés (CD), 2009

## Source originale partielle
- (es) Cet article est partiellement ou en totalité issu de l’article de Wikipédia en espagnol intitulé « Tanguito » (voir la liste des auteurs).